# Bryan Brown
Bryan Neathway Brown, AM, (n. 23 iunie 1947, Sydney, Noul Wales de Sud, Australia) este un actor australian. A interpretat în peste optzeci de proiecte de film și televiziune începând cu sfârșitul anilor 1970, atât în Australia natală, cât și în străinătate. Printre filmele notabile în care a apărut se numără Breaker Morant (1980), Give My Regards to Broad Street (1984), F/X (1986), Cocktail (1988), Gorillas in the Mist (1988), F/X2 (1991), Along Came Polly (2004), Australia (2008), Kill Me Three Times (2014) sau Zeii Egiptului (2016). A fost nominalizat la Globul de Aur și la Premiul Emmy pentru interpretarea sa în miniseria de televiziune Pasărea Spin (The Thorn Birds, 1983).

## Filmografie

### Film
| An   | Titlu                              | Rol                        | Note                                                          |
| ---- | ---------------------------------- | -------------------------- | ------------------------------------------------------------- |
| 1977 | The Love Letters from Teralba Road | Len                        | Scurtmetraj                                                   |
| 1978 | Third Person Plural                | Mark                       |                                                               |
| 1978 | The Irishman                       | Eric Haywood               |                                                               |
| 1978 | Weekend of Shadows                 | Bennett                    |                                                               |
| 1978 | The Chant of Jimmie Blacksmith     | Shearer                    |                                                               |
| 1978 | Newsfront                          | Geoff                      |                                                               |
| 1978 | Money Movers                       | Brian Jackson              |                                                               |
| 1979 | Cathy's Child                      | Paul Nicholson             |                                                               |
| 1979 | The Odd Angry Shot                 | Rogers                     |                                                               |
| 1980 | Palm Beach                         | Paul Kite                  |                                                               |
| 1980 | Breaker Morant                     | Lt. Peter Handcock         | AACTA Award for Best Actor in a Supporting Role               |
| 1980 | Stir                               | China Jackson              | Nominalizare —AACTA Award for Best Actor in a Leading Role    |
| 1980 | Blood Money                        | Brian Shields              |                                                               |
| 1981 | Winter of Our Dreams               | Rob                        |                                                               |
| 1982 | Far East                           | Morgan Keefe               |                                                               |
| 1984 | Give My Regards to Broad Street    | Steve                      |                                                               |
| 1984 | Kim                                | Mahbub Ali                 | film TV                                                       |
| 1985 | Parker                             | David Parker               |                                                               |
| 1985 | The Empty Beach                    | Cliff Hardy                |                                                               |
| 1985 | Rebel                              | Tiger                      | Nominalizare —AACTA Award for Best Actor in a Supporting Role |
| 1986 | F/X                                | Roland 'Rollie' Tyler      |                                                               |
| 1986 | Tai-Pan                            | Dirk Struan                |                                                               |
| 1987 | The Good Wife                      | Sonny Hills                |                                                               |
| 1987 | The Shiralee                       | Macauley                   | film TV                                                       |
| 1988 | Cocktail                           | Doug Coughlin              |                                                               |
| 1988 | Gorillas in the Mist               | Bob Campbell               |                                                               |
| 1990 | Blood Oath                         | Captain Cooper             | sau Prisoners of the Sun                                      |
| 1991 | Sweet Talker                       | Harry Reynolds             |                                                               |
| 1991 | Dead in the Water                  | Charlie Deegan             | film TV                                                       |
| 1991 | F/X2                               | Rollie Tyler               |                                                               |
| 1992 | Blame It on the Bellboy            | Mike Lawton/Charlton Black |                                                               |
| 1992 | Devlin                             | Frank Devlin               | film TV                                                       |
| 1993 | Age of Treason                     | Marcus Didius Falco        | film TV                                                       |
| 1993 | The Last Hit                       | Michael Grant              | film TV                                                       |
| 1995 | Full Body Massage                  | Fitch                      | film TV                                                       |
| 1996 | Dead Heart                         | Ray Lorkin                 |                                                               |
| 1997 | 20,000 Leagues Under the Sea       | Ned Land                   | film TV                                                       |
| 1998 | Dogboys                            | Captain Robert Brown       | film TV                                                       |
| 1998 | On the Border                      | Barry Montana              | film TV                                                       |
| 1999 | Dear Claudia                       | Walter Burton              |                                                               |
| 1999 | Two Hands                          | Pando                      | AACTA Award for Best Actor in a Supporting Role               |
| 1999 | Grizzly Falls                      | Tyrone Bankston            |                                                               |
| 2000 | On the Beach                       | Dr. Julian Osborne         | film TV                                                       |
| 2001 | Risk                               | John Kriesky               |                                                               |
| 2001 | Mullet                             | Publican (voce)            |                                                               |
| 2001 | Styx                               | Art                        |                                                               |
| 2002 | Dirty Deeds                        | Barry Ryan                 |                                                               |
| 2003 | Footsteps                          | Eddie Bruno                | film TV                                                       |
| 2004 | Revenge of the Middle-Aged Woman   | Hal Thorne                 | film TV                                                       |
| 2004 | Along Came Polly                   | Leland Van Lew             |                                                               |
| 2005 | Spring Break Shark Attack          | Joel Gately                | film TV                                                       |
| 2005 | The Poseidon Adventure             | Jeffrey Eric Anderson      | film TV                                                       |
| 2006 | Two Twisted                        | Detective Vincent Westler  | film TV                                                       |
| 2007 | Joanne Lees: Murder in the Outback | Rex Wild QC                | film TV                                                       |
| 2008 | Dean Spanley                       | Wrather                    |                                                               |
| 2008 | Cactus                             | Rosco                      |                                                               |
| 2008 | Australia                          | King Carney                |                                                               |
| 2009 | Beautiful Kate                     | Bruce Kendall              | Nominalizare —AACTA Award for Best Actor in a Supporting Role |
| 2010 | Limbo                              | Daniel                     |                                                               |
| 2011 | Love Birds                         | Dr. Buster                 |                                                               |
| 2014 | Kill Me Three Times                | Bruce Jones                |                                                               |
| 2016 | The Light Between Oceans           | Septimus Potts             |                                                               |
| 2016 | Gods of Egypt                      | Osiris                     |                                                               |
| 2016 | Red Dog: True Blue                 | Grandpa                    |                                                               |
| 2017 | Sweet Country                      | Sergeant Fletcher          |                                                               |
| 2017 | Australia Day                      | Terry Friedman             |                                                               |
| 2018 | Peter Rabbit                       | Peter Rabbit's father      |                                                               |
| 2019 | Palm Beach                         | Frank                      | și producător                                                 |

### Televiziune
| An      | Titlu                              | Rol             | Note |
| ------- | ---------------------------------- | --------------- | --- |
| 1978    | Against the Wind                   | Michael Connor  | 2 episoade |
| 1981    | A Town Like Alice                  | Joe Harmon      | 3 episoade |
| 1983    | The Thorn Birds                    | Luke O'Neill    | 3 episodes Nominalizare—Golden Globe Award for Best Supporting Actor – Series, Miniseries or Television Film Nominalizare—Primetime Emmy Award for Outstanding Supporting Actor in a Miniseries or a Movie |
| 1984    | Eureka Stockade                    | Peter Lalor     | 3 episoade |
| 1994    | The Wanderer                       | Adam            | 3 episoade |
| 1996    | Twisted Tales                      | Jack Johnson    | Episodul: "The Confident Man" |
| 1999    | Journey to the Center of the Earth | Casper Hastings | 2 episoade |
| 2012    | The Good Wife                      | Jack Copeland   | 2 episoade |
| 2013    | Better Man                         | Lex Lasry       | 4 episoade |
| 2014    | Old School                         | Lennie Cahill   | 8 episoade |
| 2019    | Halal Gurls                        | Gordon          | lansat pe ABC iView în octombrie 2019 |
| 2019    | Hungry Ghosts                      | Neil Stockton   | |
| 2019/20 | Bloom                              | Ray Reed        | serie originală Stan, 12 episoade |